# Gare de Babinière
La gare de Babinière est un pôle d'échanges situé à l'extrême sud de la commune de La Chapelle-sur-Erdre, en limite de celle de Nantes, et située sur la Ligne de tram-train de Nantes à Châteaubriant. Il s'agit de l'une des quatre gares de cette ligne sur le territoire de  La Chapelle-sur-Erdre. Avec les terminus, il est d'ailleurs l'un des deux pôles d'échange sur cet axe, l'autre étant la gare de Haluchère-Batignolles.

Son caractère multimodal réside essentiellement dans le fait qu'elle accueille un certain nombre de lignes de bus interurbain de la Semitan et une station du tramway nantais, dans le cadre du projet de connexion des lignes 1 et 2.
Sa mise en service est intervenue le 28 février 2014.

## Situations

### Situation géographique
La gare se situe au lieu-dit « La Babinière », une vaste prairie vierge de toutes constructions, se trouvant notamment au sud-ouest d'un espace de loisirs, baptisée « plaine de jeux de la Jonelière ». Cet espace comprend notamment le centre sportif José-Arribas qui est le siège administratif et le centre de formation du Football Club de Nantes, ainsi que d'autres installations sportives (stand de tir, centre de voile, etc.), auxquelles on ne peut pas accéder directement depuis la gare.
À environ 200 mètres à l'ouest de la gare, on trouve l'une des zones industrielles et artisanales de La Chapelle : le « parc d'activité de Gesvrine ».
Un nouveau CREPS Pays de la Loire, actuellement installé dans le parc de Broussais à Nantes devrait être également construit sur un terrain de 6 hectares à proximité de la gare (début des travaux au printemps 2019 et livraison prévue en septembre 2020),,.

### Situation ferroviaire
La gare de Babinière est située au point kilométrique (PK) 435,050 de la ligne de Nantes-Orléans à Châteaubriant, entre les gares de Haluchère-Batignolles et d'Erdre-Active.

## Histoire

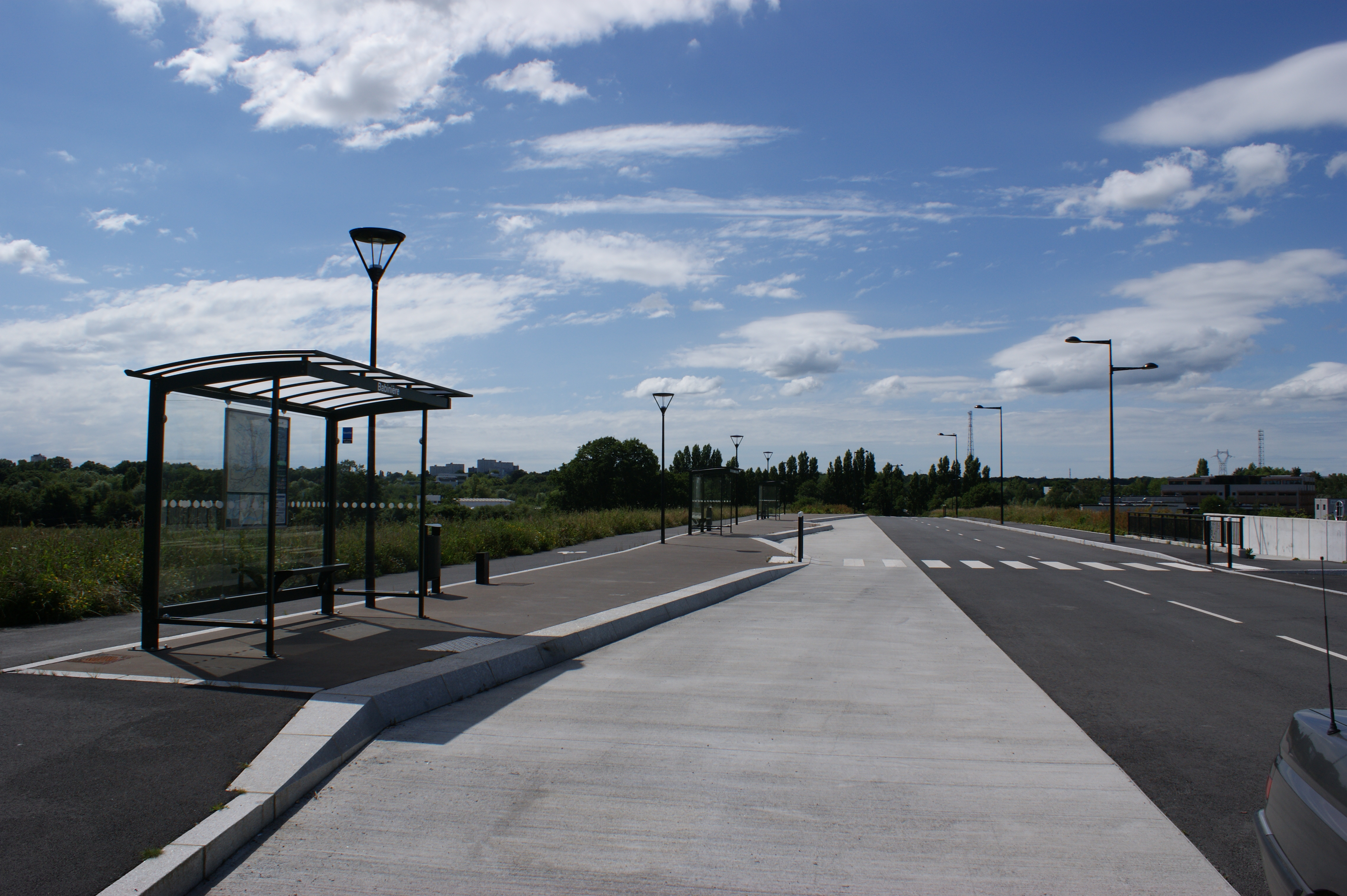
Route d'accès et gare routière.

La création d'une gare intermodale sur la rive droite de l'Erdre fut élaborée dès les premières esquisses du projet de tram-train (le nom proposé était celui de « Babinière-Sud »).
Le site se prêtait particulièrement bien à cette infrastructure : aucun aménagement ou construction n'existait auparavant, elle se trouvait à environ quelques centaines de mètres du boulevard périphérique et notamment de la « Porte de la Chapelle ».
Sa situation en lisière de la commune de Nantes et de son quartier nord accueillant notamment l'université constitue en outre un atout majeur. La gare est ouverte le 28 février 2014.
La gare s'inscrit sur un plan triangulaire dont l'une des pointes est orientée vers le nord. Le côté nord-est accueillant les tram-train, tandis que côté sud recevra la future station de tramway. C'est à cet endroit que les deux modes de transport bifurqueront pour prendre des directions différentes.

## Service des voyageurs

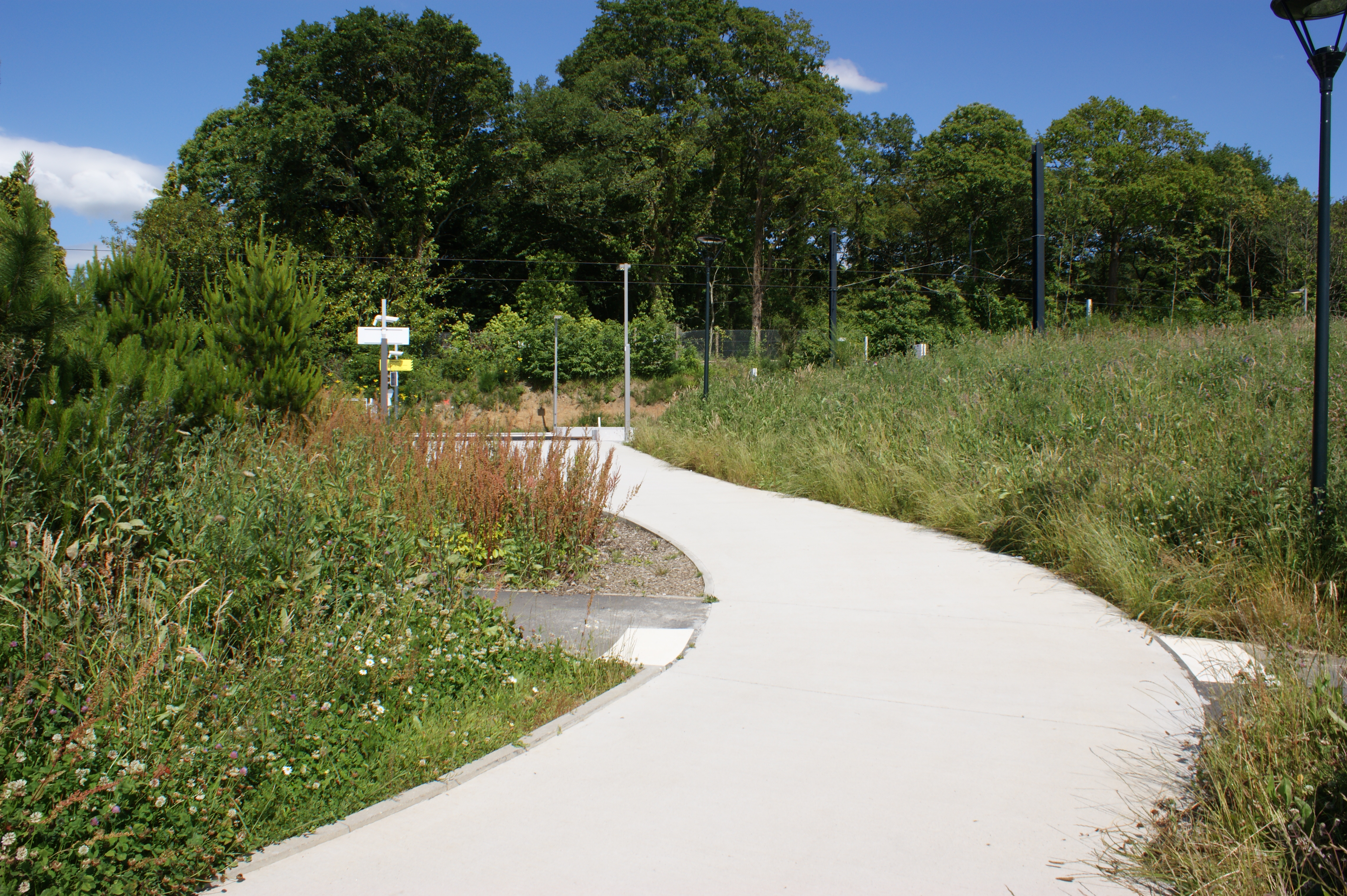
Chemin d'accès à la gare.

### Accueil
Halte SNCF, c'est un point d'arrêt non géré (PANG) à entrée libre, équipé d'un distributeur automatique de billets régionaux.

### Desserte
Babinière est desservie par des tram-trains qui circulent entre la gare de Nantes et celle de Sucé-sur-Erdre. Certains sont amorcés ou prolongés jusqu'aux gares de Nort-sur-Erdre ou de Châteaubriant.

### Intermodalité
Dès l'ouverture de la gare est mise en place, par la Semitan, une navette autobus vers la station de la ligne 2 École Centrale-Audencia. La « navette Babinière » est rebaptisé « ligne 66 ». Il dispose également d'un parking P+R de 100 places.
En 2025 ouvrira le futur CETEX de la Semitan accompagné du prolongement de la Ligne 1 du tramway.

Installations
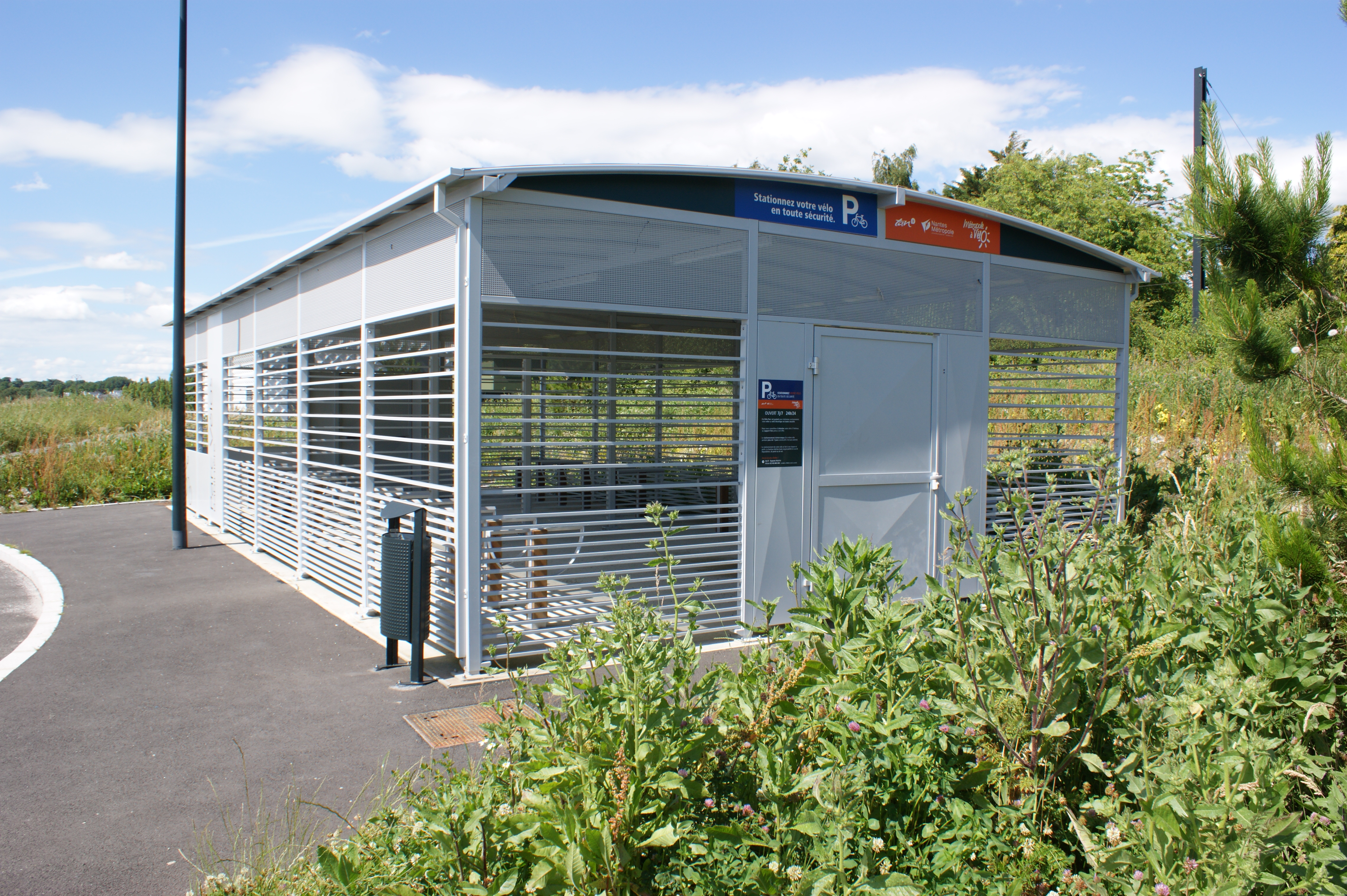
Abri sécurisé pour les vélos.
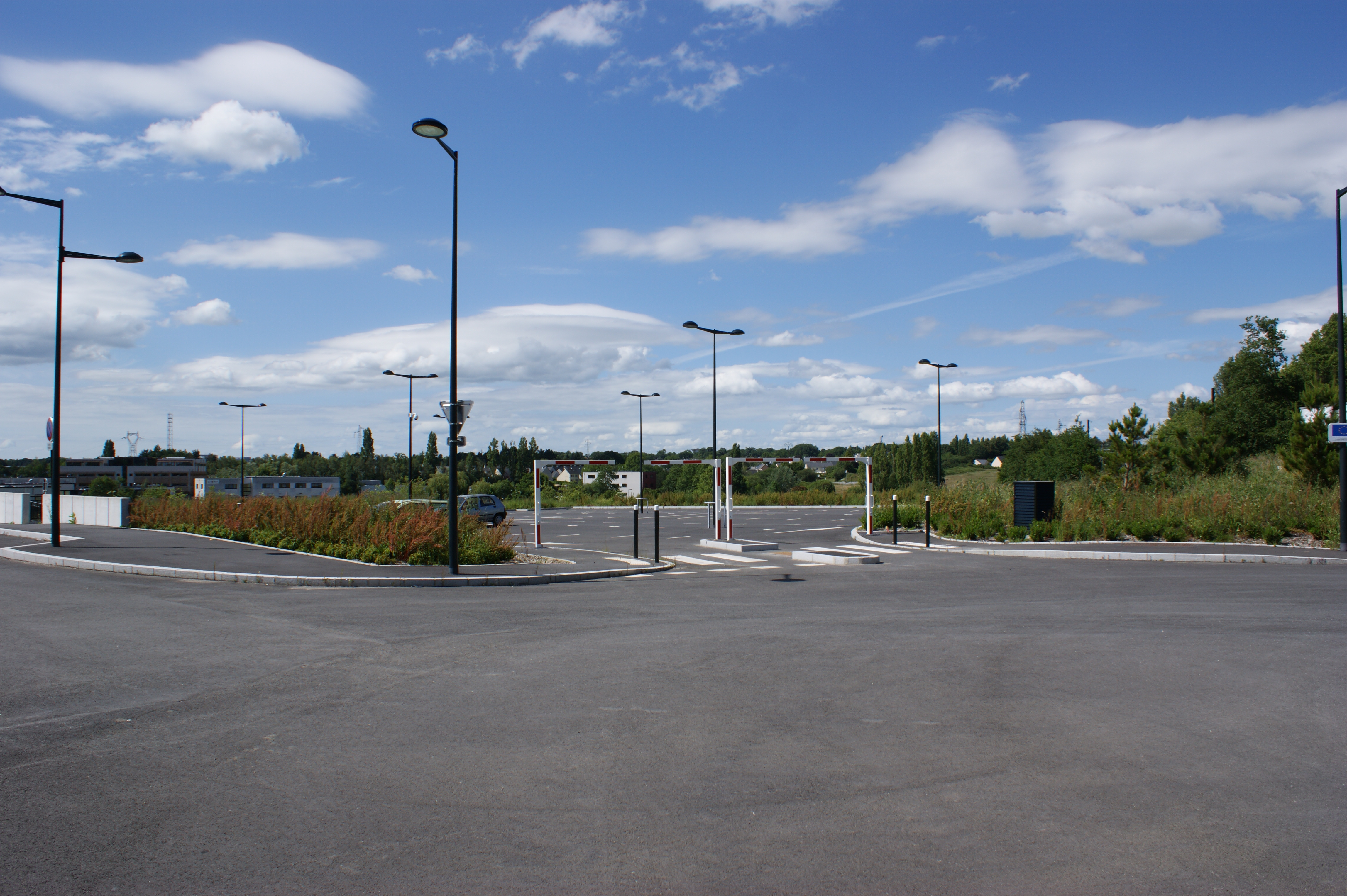
Environnement et parking.
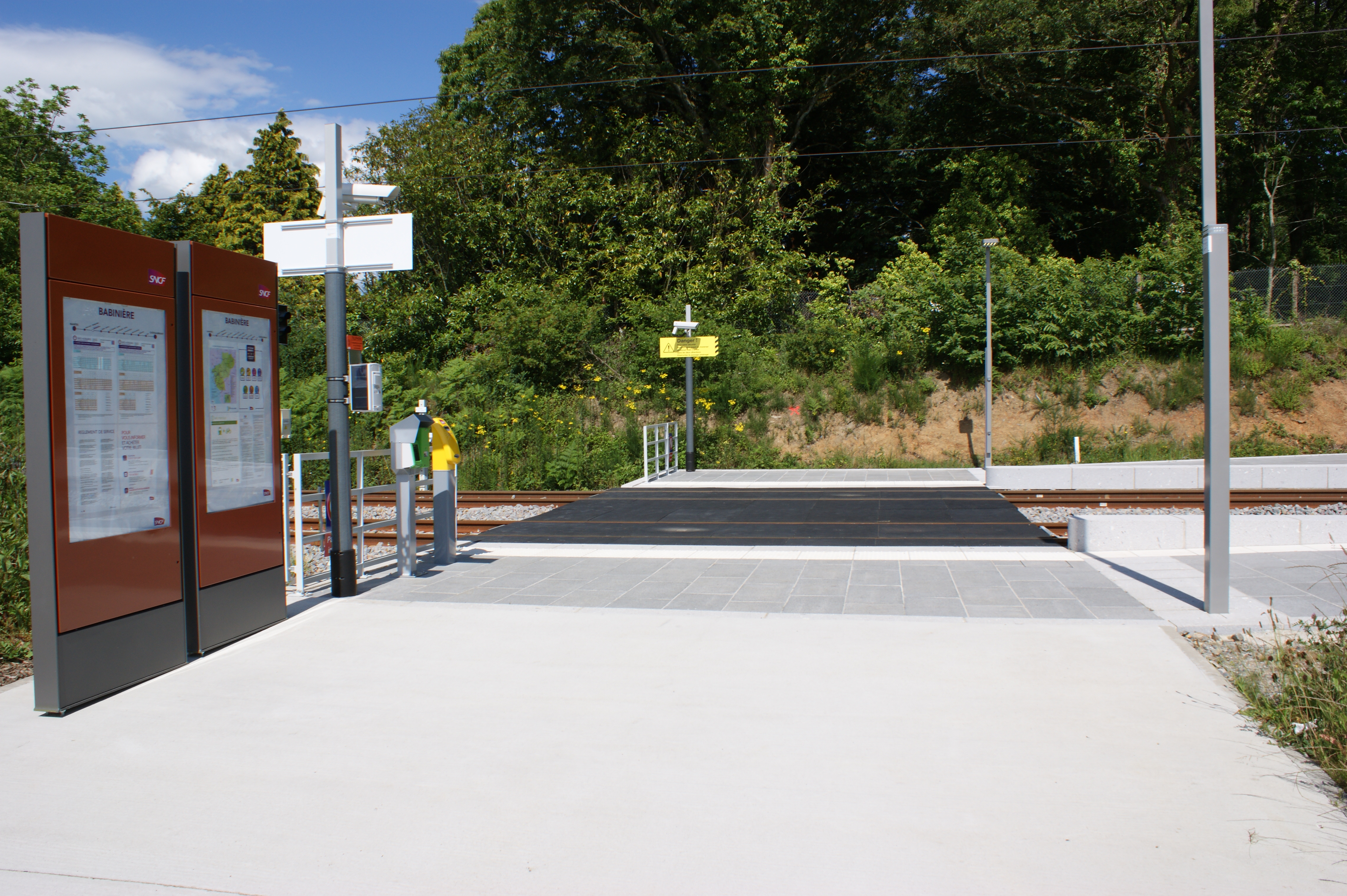
Accès aux quais avec le passage planchéié.